# Episodi di Shin Chan (2009)
Questi sono gli episodi della serie anime Shin Chan mandati originariamente in onda nel 2009. In Italia sono del tutto inediti. 
Ogni episodio è diviso in mini-episodi della durata di circa 10 minuti l'uno.

## Episodi
| Nº          | Titolo italiano | In onda           | In onda |
| Nº          | Titolo italiano | Giapponese        |         |
| 654         | 「みんなで熊本だゾ」 - Min'na de Kumamoto da zo 「気が合う三人だゾ」 - Kigaau san'nin da zo | 9 gennaio 2009    |         |
| 655         | 「熊本でお見合いだゾ」 - Kumamoto de o miai da zo 「野原家オープンゴルフだゾ」 - Nohara-ka Open Golf (Ōpun Gorufu) da zo 「しみじみ飲んじゃうゾ」 - Shimijimi non jau zo                                            | 16 gennaio 2009   |         |
| 656         | 「どこでも見つけちゃうゾ」 - Doko demo mitsuke chau zo 「また!しんこちゃんだゾ」 - Mata! Shinko-chan da zo 「持たせて安心だゾ」 - Mota sete anshin da zo                                                            | 23 gennaio 2009   |         |
| 657         | 「ママサミットだゾ」 - Mama summit (samitto) da zo 「ちょっぴりの雪だゾ」 - Choppiri no yuki da zo 「気分はメルヘンだゾ」 - Kibun wa meruhen da zo                                                                  | 13 febbraio 2009  |         |
| 658         | 「師匠のさがし物だゾ」 - Shishō no sagashi-mono da zo 「ラップでお掃除だゾ」 - Wrap (Rappu) de o sōji da zo 「ケータイは禁止だゾ」 - Kētai wa kinshi da zo                                                          | 20 febbraio 2009  |         |
| 659         | 「メールは一日にしてならずだゾ」 - Mail (Mēru) wa tsuitachi ni shite narazu da zo 「またまたしんこちゃんだゾ」 - Matamata Shinko-chan da zo                                                                         | 27 febbraio 2009  |         |
| 660         | 「あいちゃんがダイエットだゾ」 - Ai-chan ga diet (daietto) da zo 「オラ、旅立つゾ」 - Ola (Ora), tabidatsu zo | 13 marzo 2009     |         |
| 661         | 「さすらいのハスラーだゾ」 - Sasurai no hasurā da zo 「さいごの?しんこちゃんだゾ」 - Sai go no? Shinko-chan da zo                                                                                                   | 3 aprile 2009     |         |
| Speciale 62 | 「オラはライオンでキングだゾ」 - Ola (Ora) wa Lion The King (Raion de Kingu) da zo | 24 aprile 2009    |         |
| 662         | 「オラのラディッシュちゃんだゾ」 - Ora no radish (radisshu) chan da zo 「かくれてかくすゾ」 - Kakurete kakusu zo | 1º maggio 2009    |         |
| 663         | 「ななこおねいさんとお留守番だゾ」 - Nana kō nei-san to orushuban da zo 「父ちゃんと棚をつくるゾ」 - Tō-chan to tana o tsukuru zo                                                                                   | 8 maggio 2009     |         |
| 664         | 「あいちゃんの家出だゾ」 - Ai-chan no iede da zo 「迷子を捕まえろ!だゾ」 - Maigo o tsukamaero! Da zo | 15 maggio 2009    |         |
| 665         | 「シロのおとまりだゾ」 - Shiro no o tomari da zo 「いいところなのに...だゾ」 - Ī tokoronanoni... Da zo 「ま・ほー少女もえP「地デジがみたい」の巻」 - Ma hō shōjo Moe P "Ji Deji ga mitai" no maki                   | 22 maggio 2009    |         |
| 666         | 「粘土をコネコネするゾ」 - Nendo o konekone suru zo 「それはヒミツ!だゾ」 - Sore wa himitsu! Da zo 「まだつづいてたゾ」 - Mada tsudzui teta zo                                                                      | 29 maggio 2009    |         |
| 667         | 「まつざか先生がハマッたゾ」 - Matsuzaka-sensei ga hamatta zo 「ひまわりをあずけるゾ」 - Himawari o azukeru zo 「あずかりたくないゾ」 - Azukaritakunai zo                                                           | 5 giugno 2009     |         |
| 668         | 「結婚式でノリノリだゾ」 - Kekkonshiki de norinori da zo 「真夜中のドライブだゾ」 - Mayonaka no drive (doraibu) da zo 「かっこいいトオルちゃんだゾ」 - Kakkoī Tōru-chan da zo                                       | 12 giugno 2009    |         |
| 669         | 「ラブレター大作戦だゾ」 - Love Letter (Rabu Retā) dai sakusen da zo 「ゴムをとりかえるゾ」 - Gomu o torikaeru zo 「リアルな話をしたいゾ」 - Riaruna hanashi o shitai zo                                            | 19 giugno 2009    |         |
| 670         | 「親指さん、こんにちはだゾ」 - Oyayubi-san, kon'nichiwa da zo 「ザリガニ大脱走だゾ」 - Zarigani dai dassō da zo 「大事なおやゆびちゃんだゾ」 - Daijina Oyayubi-chan da zo                                           | 3 luglio 2009     |         |
| 671         | 「犯人はダレだ!だゾ」 - Han'nin wa dareda! Da zo 「ぎゃるり野原だゾ」 - Gyaruri Nohara da zo 「この皿は!!だゾ」 - Kono sara wa!! Da zo                                                                              | 10 luglio 2009    |         |
| 672         | 「弁当男子だゾ」 - Bentō danshi da zo 「ひまのプール日記だゾ」 - Hima no Pool (Pūru) nikki da zo 「がんばれ川口のヤツ!だゾ」 - Ganbare Kawaguchi no tatsu! Da zo                                                    | 17 luglio 2009    |         |
| 673         | 「お留守番でおそうじだゾ」 - Orushuban de osōji da zo 「週刊埼玉県庁だゾ」 - Shūkan Saitama kenchō da zo 「ユメを語るゾ」 - Yume o kataru zo                                                                        | 24 luglio 2009    |         |
| 674         | 「Dr.カザマだゾ」 - Dr. Kazama da zo 「銀行ではお静かにだゾ」 - Ginkōde wa o Shizuka ni da zo | 31 luglio 2009    |         |
| 675         | 「屈底母娘の家出だゾ」 - Kutsu soko oyako no iede da zo 「石が気持ちを伝えるゾ」 - Ishiga kimochi o tsutaeru zo | 7 agosto 2009     |         |
| 676         | 「ツルの恩返しだゾ」 - Tsuru no ongaeshi da zo 「伝説の軍扇をさがせだゾ1」 - Densetsu no gunsen o sagase da zo 1 | 14 agosto 2009    |         |
| 677         | 「シロが夏バテだゾ」 - Shiro ga natsubate da zo 「伝説の軍扇をさがせだゾ2」 - Densetsu no gunsen o sagase da zo 2                                                                                                   | 21 agosto 2009    |         |
| 678         | 「夜の鉄棒だゾ」 - Yoru no tetsubō da zo 「天下を取るゾ」 - Tenkawotoru zo | 28 agosto 2009    |         |
| 679         | 「恋の戦国メモリーだゾ」 - Koi no sengoku memory (memorī) da zo 「戦国しちゃうゾ」 - Sengoku shi chau zo | 4 settembre 2009  |         |
| 680         | 「ネネちゃんの相手は大変だゾ」 - Nene-chan no aite wa taihen da zo 「鍵をなくしたゾ」 - Kagi o nakushita zo | 18 settembre 2009 |         |
| 681         | 「コンカツだゾ」 - Konkatsu dazo 「ホームランをねらうゾ」 - Hōmuran o nerau zo 「コンカツを企画するゾ」 - Konkatsu o kikaku suru zo                                                                                 | 16 ottobre 2009   |         |
| 682         | 「四葉のクローバーだゾ」 - Yotsuba no clover (kurōbā) da zo 「おイモをもらったゾ」 - O imo o moratta zo | 23 ottobre 2009   |         |
| 683         | 「しんこちゃんたびたびだゾ」 - Shinko-chan tabitabi da zo 「母ちゃんVSひまわりだゾ」 - Kā-chan VS Himawari da zo 「ひまがやっちゃうゾ」 - Hima ga yatsu chau zo 「正体は!だゾ」 - Shōtai wa! Da zo                  | 30 ottobre 2009   |         |
| 684         | 「スースーが苦手だゾ」 - Sūsū ga nigate da zo 「書道はたのしいゾ」 - Shodō wa tanoshī zo 「5歳児におそわるゾ」 - 5-saiji ni osowaru zo                                                                              | 6 novembre 2009   |         |
| 685         | 「移動動物園が来たゾ」 - Idō dōbutsuen ga kita zo 「箸の持ち方を気にするゾ」 - Hashinomochikata o kinisuru zo 「作詞がブームだゾ」 - Sakushi ga boom (būmu) da zo                                                   | 13 novembre 2009  |         |
| 686         | 「ネネちゃんにお手紙だゾ」 - Nene-chan ni o tegami da zo 「仲良くして! だゾ」 - Nakayoku shite! Da zo 「またまた正体は! だゾ」 - Matamata shōtai wa! Da zo                                                          | 20 novembre 2009  |         |
| 687         | 「つけまつげでパワーアップだゾ」 - Tsuke matsuge de Power Up (Pawā Appu) da zo 「ワンワンカレンダーに出るゾ」 - Wan wan calendar (karendā) ni deru zo 「カレンダーがくやしいゾ」 - Calendar (Karendā) ga kuyashī zo | 27 novembre 2009  |         |
| 688         | 「上尾先生の秘密の週末だゾ」 - Ageo-sensei no himitsu no shūmatsu da zo 「幼稚園でバザーだゾ」 - Yōchien de bazaar (bazā) da zo 「マフラーがほしいゾ」 - Muffler (Mafurā) ga hoshī zo                               | 11 dicembre 2009  |         |
| Speciale 63 | 「スノープリンスだゾ」 - Snow Prince (Sunō Purinsu) da zo | 18 dicembre 2009  |         |